# Hemu

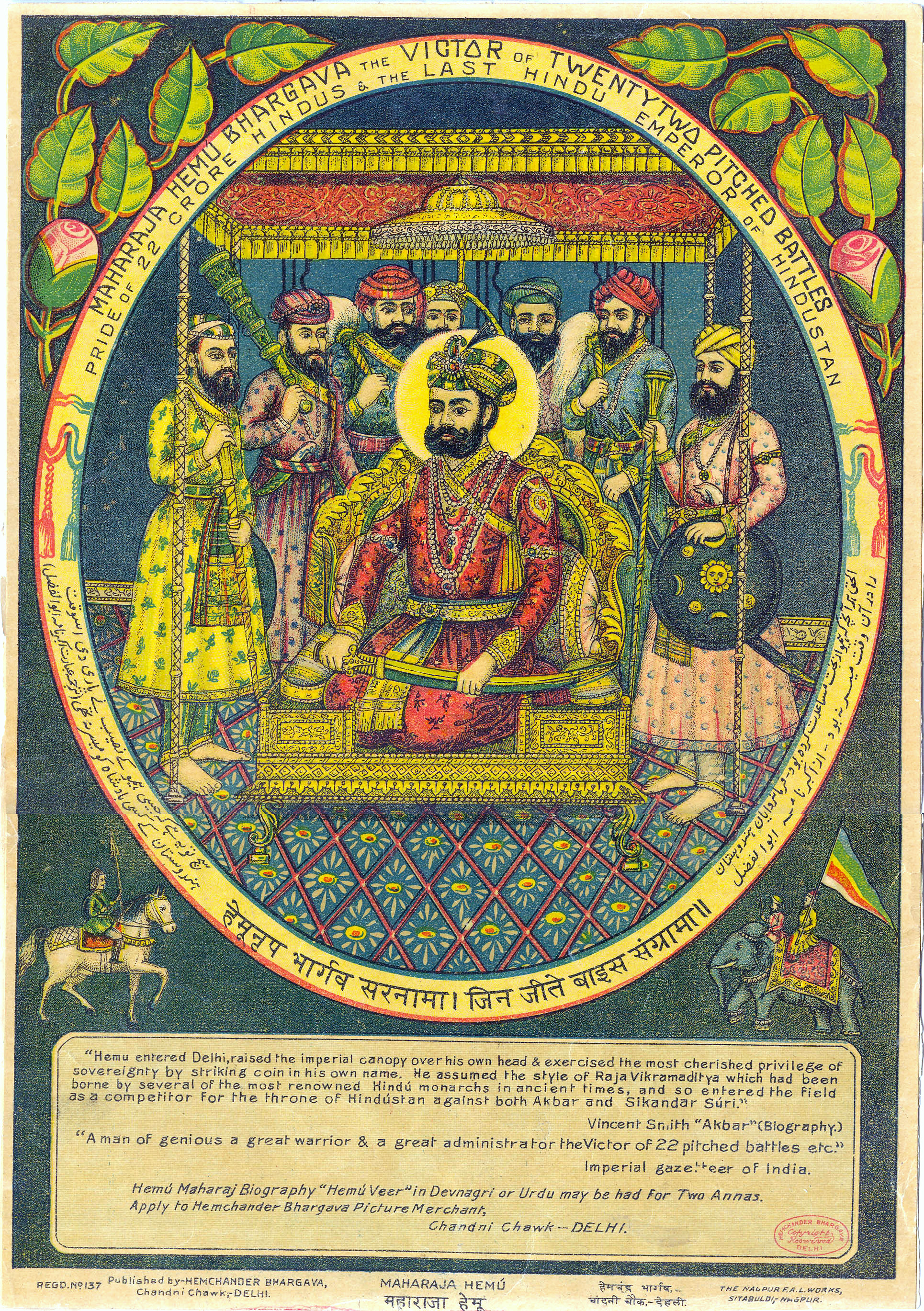
Maharaja Hemu

Hemu (auch bekannt als Samrat Hem Chandra Vikramaditya,; † 5. November 1556 bei Panipat) war Heerführer und erster Minister des letzten Suriden-Herrschers Adil Shah Suri, einem Machtkonkurrenten des Großmoguln Humayun.

## Biografie
Hemu war Hindu und Sohn eines einfachen Geschäftsmannes aus der Region Nuh. Er verbrachte seine Kindheit und frühe Jugend in der Stadt Rewari südwestlich von Delhi. Irgendwie kam er in Kontakt mit dem 2. Suriden-Herrscher Islam Shah Suri, der seine Fähigkeiten erkannte und ihn nach 1545 in die Armee aufnahm. Hier sollte er ein Gegengewicht zu den afghanischen Offizieren bilden, bei denen permanent die Gefahr bestand, dass sie ihre Funktion zum eigenen Nutzen missbrauchten. Er wurde auch beauftragt, Kamran Mirza, Humayuns Bruder, zu beobachten. Islam Shah starb im Oktober 1553; sein 12-jähriger Sohn Firuz Shah Suri wurde wenige Tage später getötet. Adil Shah Suri trat die Nachfolge an; er bestimmte Hemu zu seinem Heerführer und Ersten Minister.
Hemu erfuhr in Bengalen, vom Tod Humayuns (Januar 1556). Er sammelte ein Heer und eroberte binnen weniger Monate große Teile Nordindiens inklusive der Stadt Agra. In der Schlacht bei Tughlaqabad erreichte er am 7. Oktober 1556 einen bedeutenden Sieg über die Mogularmee und konnte Delhi einnehmen. Er nahm den Titel Vikramaditya an, womit er sich in eine lange Reihe indischer Herrscher mit diesem Beinamen stellte. Ob er damit eine eigenständige Position gegenüber Adil Shah dokumentieren wollte, ist umstritten; jedenfalls war er nach 350 Jahren islamischer Fremdherrschaft der erste Hindu-Machthaber von Delhi.
In der Schlacht von Panipat am 5. November 1556 90 km nördlich von Delhi zwischen der Mogularmee und den Truppen Hemus stand dessen Heer kurz vor dem Sieg, als er von einem Pfeil ins Auge getroffen wurde. Seine Soldaten flüchteten darauf. Der Kriegselefant Hemus wurde ins Lager der Moguln gebracht. Deren Heerführer Bairam Khan forderte den 13- oder 14-jährigen Mogulkaiser Akbar I. auf, Hemu zu enthaupten, doch Akbar erwiderte angeblich, dass er keinen Sterbenden töten werde. So enthauptete Bairam Khan Hemu; dessen Kopf wurde nach Kabul gesandt und dort zur Schau gestellt.

## Nachwirkungen
Hemus Vater wurde von einem Mogul-Offizier getötet; seine Frau konnte jedoch entkommen. Adil Shah wurde im April 1557 getötet. Kriegselefanten bildeten von nun an einen wesentlichen Bestandteil des Mogul-Heeres.

## Bedeutung
Hemu gilt vielen als letzter großer Hindu-Gegenspieler der Moguln. Er ist in ganz Indien bekannt.